# Psychotria crassipedunculata
Psychotria crassipedunculata är en måreväxtart som beskrevs av Seymour Hans Sohmer. Psychotria crassipedunculata ingår i släktet Psychotria och familjen måreväxter. Inga underarter finns listade i Catalogue of Life.